# Развод в большом городе
«Развод в большом городе» (англ. What Maisie Knew, дословно — «Что знала Мэйзи») — кинофильм режиссёров Скотта Макгехи и Дэвида Сигела, вышедший на экраны в 2012 году. Лента основана на романе Генри Джеймса «Что знала Мэйзи» (1897), действие перенесено в современный Нью-Йорк. Премьера фильма состоялась в сентябре 2012 года на кинофестивале в Торонто, в мае 2012 года картина вышла в ограниченный прокат в США.

## Сюжет
7-летняя девочка по имени Мэйзи (Оната Эйприл) живёт со своими родителями в Нью-Йорке. Родители Мэйзи: Стареющая рок-певица Сюзанна (Джулианна Мур), бизнесмен Бил (Стив Куган). У родителей Мэйзи не всегда хватает времени на свою дочь, и они оставляют Мэйзи на попечение Марго (Джоанна Вандерхэм). Мэйзи не всегда понимает действия своих родителей: когда Сюзанна вызывает на дом слесаря, чтобы поменять дверной замок, чтобы не впускать Била в квартиру. После того, как очередная ссора доходит до развода, родителям Мэйзи предоставляется совместная опека над Мэйзи.
После того, как  развелись, Марго переехала в квартиру Била, и вскоре после этого они поженились. В отместку Сюзанна импульсивно выходит замуж за модного парня Линкольна (Александр Скарсгард), с которым она едва знакома. Мэйзи очень быстро находит общий язык со своим отчимом. Сюзанну начало возмущать то, как хорошо Мэйзи относилась к Линкольну.
Хотя Сюзанна и Бил считают, что они заслуживают полной опеки над своей дочерью не для того, чтобы держать Мэйзи при себе, а для того, чтобы раздражать друг друга. И поскольку уход за Мэйзи становится для них неудобным, Сюзанна и Бил передают Мэйзи другим родителям - Марго и Линкольну. Сюзанна отправляется в турне, Бил пропадает в бесконечных командировках, и поскольку его отношения с Марго начали разваливаться, Бил решает переехать в Великобританию.
После того, как Сюзанна и Бил уехали из Нью-Йорка. Марго и Линкольн проводят большую часть своего времени с Мэйзи. Во время прогулки Линкольн, Мэйзи и Марго встречают Сюзанну, которая предположительно находится в турне. После ссоры. Сюзанна обвинила Марго и Линкольна в том, что они украли у неё Мэйзи. Линкольн сказал Сюзанне, что их отношениям пришёл конец, и Линкольн сказал Сюзанне: "Ты не заслуживаешь Мэйзи".
Сюзанне срочно нужно ехать в турне, и Мэйзи снова остаётся на попечении Марго. Марго вместе с Мэйзи уезжает за город в пляжный домик двоюродной сестры, Марго приглашает туда Линкольна. К удивлению Мэйзи, Марго и Линкольн целуются! Ночью, без предупреждения, Сюзанна приехала в пляжный домик, чтобы забрать Мэйзи. Мэйзи наотрез отказалась ехать в турне, Сюзанна кричит на свою дочь, и та понимает, что Мэйзи её боится, и что в интересах Мэйзи остаться с Марго и Линкольном.
Мэйзи лучше жить с Марго и Линкольном, чем с её собственными родителями.

## Актёры и роли
- Джулианна Мур  — Сюзанна, рок-певица, мать Мэйзи
- Стив Куган — Бил, арт-дилер, отец Мэйзи
- Оната Эйприл — Мэйзи, дочь Сюзанны и Била
- Александр Скарсгард — Линкольн, отчим Мэйзи
- Джоэнна Вандерхэм — Марго, няня Мэйзи
- Диана Гарсиа — Сесилия
- Эмма Хольцер — Холли
- Саманта Бак — мать Зои
- Стефен Мэйлер — отец Зои
- Тревор Лонг — музыкант #1
- Люк Форбс — музыкант #2
- Амелия Кэмпбелл — мисс Бэйн
- Мэдди Кормэн — мисс Фрэдйалд - Теттенбаунд

## Кастинг
Кастинг на роль Мэйзи занял около 8 недель. Кастинг-директор Эйви Кадифан приглашает на кастинг около 100 молодых актрис. Скотт Макгихи и Дэвид Сигел посетили несколько начальных школ, чтобы провести там кастинг. 6-летняя актриса Оната Эйприл пришла на кастинг, Скотт Макгихи и Дэвид Сигел утвердили её на роль Мэйзи в фильме. Совсем юная актриса Оната Эйприл познакомилась со своими партнерами по фильму Александром Скарсгардом и Джулианной Мур. Героиня Джулианны Мур - популярная рок-певица, и поэтому Джулианна брала уроки вокала у музыкального продюсера Питера Нэшелла и солистки рок-группы The kills Элейн Кассвел.
Стив Куган был первым выбором Скотта Макгихи и Дэвида Сигела на роль Била. Хотя продюсеры фильма хотели пригласить другого британского актера, Скотт Макгихи и Дэвид Сигел посчитали, что Стив идеально подходит для этой роли в фильме "неважно, какие ужасные вещи он делает и говорит, по какой-то причине в нем есть что-то милое". Стив Куган сыграл бизнесмена по имени Бил, Мэйзиего отец. Джоанна Вандерхэм - последняя актриса, получившая эту роль, Скотт Макгихи и Дэвид Сигел дают Джоанне Вандерхэм роль Марго. Джоанна Вандерхэм получила свою роль за 2 недели до начала съемок после переговоров со Скоттом Макгихи и Дэвидом Сигелом по скайпу из Глазго.

## Съёмки
Фильм "Что знала Мэйзи" был снят за 35 дней в течение 7 недель летом 2011 года. Фильм был снят на 35-миллилитровую пленку с помощью камеры Arri. Съёмки проходили в основном в Нижнем Манхэттене, а сцены в пляжном домике происходили на Лонг-Айленде. Одна сцена, в которой Мэйзи и Линкольн вместе отправляются в однодневную поездку, была снята на Хай-Лайн.Сцена, в которой Сюзанна выступает на концерте, была снята в Уэбстер-холле с использованием заранее записанной вокальной дорожки, бэк-группы и небольшой аудитории. По словам Макги и Сигела, главной проблемой во время съемок было ограниченное время, в течение которого они могли работать с Онатой Эйприл каждый день из-за того, что она рано ложилась спать. Во время съемок одной из финальных сцен фильма, в которой Сюзанна приезжает ночью в пляжный домик, чтобы забрать Мэйзи, Оната заснула, и её нельзя было разбудить; съёмки пришлось отложить на две недели позже.